# Szabó Edina
Szabó Edina (Budapest, 1965. augusztus 10. –) 65-szörös magyar válogatott kézilabdázó, edző, Érd város díszpolgára, jelenleg az amerikai női kézilabda-válogatott szövetségi kapitánya és a Saint-Amand nevezetű francia női kézilabda-csapat vezetőedzője.

## Pályafutása
A fóti gyermekvárosban nőtt fel, itt dolgoztak testnevelő tanár szülei. Mindketten kézilabdáztak, édesapja az első osztályban. Nagybátyja szintén válogatott játékos volt, később a női válogatott edzője, majd a Spartacus trénere.
Középiskolás korában a Vasashoz került,  edzői – Csenki Zsuzsa, Liskáné Balogh Zsuzsa, Gódor Mihály – döntően befolyásolták emberi, szakmai fejlődését. A középiskola elvégzése után Vasas-ösztöndíjjal került a Testnevelési Főiskolára, ahol testnevelőként diplomázott, majd beiratkozott a Közgazdaságtudományi Egyetem pénzügyi szakára.
Felnőtt karrierje során a TFSE és a Vasas színeiben játszott.
1986 és 1989 között 65-ször lépett pályára a magyar válogatottban, melyek során 112 gólt szerzett.
Fiatalon férjhez ment az ugyancsak válogatott Borsos Attilához. Férjét előbb a francia bajnokcsapathoz szerződtették Nîmes-ba, majd Párizsba, azután Chambérybe, neki pedig mindig mindent újra kellett kezdeni, 1997-ben visszavonult a profi kézilabdától.
2000-ben felkérték a francia női válogatott menedzser igazgatójának, mely feladatot 15 évig látta el eredményesen. 
Úgy gondoltuk, nagyon rövid időre megyünk, mondtuk is mindig, hogy mi már jövünk haza. Aztán telt-múlt az idő, és egy Fehérvárhoz hasonló helyen letelepedtünk. Ma is megvan a kinti házunk, a kinti életünk, nagyon várnak minket vissza. - mesélt erről a szakaszról 2005-ben.
2003-ban jött haza, Magyarországon először 2003-2007 között Székesfehérváron vállalt munkát edzőként.   
Hazatérése után a  Cornexi csapatát vette át vezetőedzőként. Kapusedzőnek Rácz Mariannt kérte fel, s vele dolgozik együtt azóta is. 2005-ben EHF-kupát nyert a csapattal, miután a döntőben győzedelmeskedtek a Róth Kálmán vezette Győri ETO KC ellen. Az első mérkőzést Győrben a Győr nyerte 27-21-re, ám a visszavágón 14-6-os félidőt követően, 28-19-re a Cornexi nyert, így összesítésben három góllal, 49-46-os összesítéssel jobbnak bizonyult ellenfelénél.
2010-ben átvette az Érd csapatát, mellyel első évében 9. helyen végzett, így  az újonc csapat megtarthatta NB1-es tagságát. A 2011/2012-es idényben 4., a 2012-13-asban pedig már harmadik helyen végzett a csapattal.
Ennél feljebb nem sikerült lépni a bajnokságban, ám az Érd innentől kezdve kisajátította magának a bajnokság harmadik helyét, hiszen a következő években csak ők szerezték meg ezt a pozíciót.
A 2014-2015-ös  idényben az EHF-kupában a harmadik selejtező körben csatlakozott be az Érd, ott a svájci Spono Nottwill gárdáját búcsúztatták kettős győzelemmel (33-18, 32-21). Ezt követően a nyolcaddöntőben a spanyol bajnok Gran Canaria ellen is kettős győzelemmel (30-22, 31-23) jutottak tovább. A negyeddöntőben a dán bajnok Esbjergget ejtették ki két megnyert mérkőzéssel (28-20, 29-28), majd következett az elődöntő, ahol a már akkor is sztárokkal kiálló, korábban a Dunaújvárost is búcsúztató Rosztov-Don következett. Mindkét mérkőzést négygólos különbséggel (24-28, 28-32) megnyerve a Rosztov jutott be a kupa döntőjébe, ahol aztán kikapott dán ellenfelétől.
Rendelkezik a legmagasabb szintű szakmai képesítésekkel; magyar mesteredző, francia mesteredző és európai mesteredző.
2020. április 28-án távoznia kellett az Érd éléről, miután az új városvezetés nem kívánta fenntartani a továbbiakban is élcsapatként a klubot.
2021. július 22-én az amerikai női kézilabda-válogatott szövetségi kapitányának nevezték ki.
2023 júliusában a francia élvonalbeli Saint-Amand HB vezetőedzője lett.
2025. február 20-án távozott az amerikai válogatott éléről.

## Családja
Férje Borsos Attila, 182-szeres válogatott, világbajnoki 6., olimpiai 7. helyezett kézilabdázó. Két gyermekük született, Borsos Olivér (1990-2020) sportvezető, sportpszichológus (dolgozott Babos Tímeával és Balázs Attilával is), és Borsos Robin (1993), aki a MOL-Pick Szeged nemzetközi kapcsolatokért felelős munkatársa.

## Sikerei
- Magyar bajnokság:
  - Bronzérmes: 2012-2013, 2013-2014, 2014-2015, 2015-2016, 2016-2017, 2017-2018
- Magyar Kupa:
  - Ezüstérmes: 2016, 2018
  - Bronzérmes: 2017, 2019
- EHF-kupa:
  - Győztes: 2004-2005
  - Elődöntős: 2014–2015
- Érd Város Díszpolgára